# Региональные выборы во Франции (2010)
Региональные выборы состоялись во Франции 2010 года состоялись в два тура 14 марта и 21 марта. На кону были места председателей каждого из 26 регионов Франции, которые, хотя не обладают законодательной автономией, могут управлять значительными бюджетами (25 миллиардов евро).
Выборы привели к победе французской Социалистической партии (PS) и её союзников, которые в настоящее время имеют большинство в 21 из 22 регионов Франции. 
 За Союзом за народное движение остался только регион Лангедок — Руссильон.

## Результаты
| Партии                          | Получено голосов в первом туре | Получено голосов во втором туре |
| ------------------------------- | ------------------------------ | ------------------------------- |
| Социалистическая партия (PS)    | 5 673 912 (29,14%)             | 10 493 988 (49,52%)             |
| Союз за народное движение (UMP) | 5 066 942 (26,02%)             | 7 496 897 (35,37%)              |
| Национальный фронт (FN)         | 2 223 800 (11,42%)             | 1 943 307 (9,17%)               |